# Pedraza (Colombia)
Pedraza è un comune della Colombia facente parte del dipartimento di Magdalena.
Il centro abitato venne fondato nel 1791 e divenne comune il 9 dicembre 1908.